# Myotis ancricola
Myotis ancricola — вид рукокрилих ссавців з родини лиликових.

## Таксономічна примітка
Таксон нещодавно описаний; може бути включений до M. nipalensis на основі молекулярних даних, але це ще належить повністю перевірити.

## Поширення
Країни проживання: В'єтнам, Лаос.